# Voortgezet onderwijs in Nederland
Voortgezet onderwijs is in Nederland het onderwijsniveau dat volgt op het basisonderwijs en dat doorgaans gevolgd wordt vanaf de leeftijd van 12 jaar. Het voortgezet onderwijs bereidt de leerling voor op verschillende soorten van hoger onderwijs, middelbaar beroepsonderwijs dan wel op een maatschappelijke positie.
Vóór de onderwijshervorming met de invoering van de Mammoetwet in 1968 werd de term middelbaar onderwijs gebruikt, een term die in het algemeen spraakgebruik nog steeds gangbaar is. In Vlaanderen heet het voortgezet onderwijs secundair onderwijs.

## Indeling
Het voortgezet onderwijs in Nederland kent vier opleidingen:
- praktijkonderwijs (geen vaste lengteduur, tussen 12 en 20 jaar)
- voorbereidend middelbaar beroepsonderwijs (vmbo), inclusief leerwegondersteunend onderwijs (lwoo) (vierjarige opleiding, van 12 tot 16)
- hoger algemeen voortgezet onderwijs (havo) (vijfjarige opleiding, van 12 tot 17)
- voorbereidend wetenschappelijk onderwijs (vwo) (zesjarige opleiding, van 12 tot 18)

| Voortgezet onderwijs                             | Opleidingsduur                 | Niveau | Sector-leerweg/profiel                                                                                       |
| ------------------------------------------------ | ------------------------------ | --- | --- |
| Praktijkonderwijs (pro)                          | Tot maximaal 20 jaar leeftijd. | | Dagbesteding Begeleid werk of werk bij bedrijf Vervolgopleiding naar mbo-niveau 1 of vmbo bb                 |
| Voorbereidend middelbaar beroepsonderwijs (vmbo) | Vierjarige opleiding           | Leerwegondersteunend onderwijs Basisberoepsgerichte leerweg Kaderberoepsgerichte leerweg Gemengde leerweg Theoretische leerweg (mavo) | Techniek en Zorg en welzijn Economie, Landbouw, Techniek en Zorg en welzijn                                  |
| Hoger algemeen voortgezet onderwijs (havo)       | Vijfjarige opleiding           | | Natuur & Techniek (N&T) Natuur & Gezondheid (N&G) Economie & Maatschappij (E&M) Cultuur & Maatschappij (C&M) |
| Voorbereidend wetenschappelijk onderwijs (vwo)   | Zesjarige opleiding            | Atheneum Gymnasium | Natuur & Techniek (N&T) Natuur & Gezondheid (N&G) Economie & Maatschappij (E&M) Cultuur & Maatschappij (C&M) |

## Voortgezet onderwijs voor volwassenen
Voortgezet algemeen volwassenenonderwijs (vavo) is in Nederland het gesubsidieerd voortgezet onderwijs voor leerlingen die 18 jaar of ouder zijn en onder bepaalde voorwaarden ook voor 16- en 17-jarigen. Het vavo biedt opleidingen vmbo-TL, havo en vwo. De wijze van examinering en de diploma's zijn vrijwel gelijk aan die in het reguliere voortgezet onderwijs en hebben dezelfde waarde.
| Eigenschap             | Vo  | Vavo                          |
| Diploma                | Ja  | Ja                            |
| Voltijds examens       | Ja  | Ja                            |
| Deeleindexamens        | Nee | Ja                            |
| Deelcertificaat        | Nee | Ja                            |
| Cijferlijst            | Ja  | Ja                            |
| Lichamelijke opvoeding | Ja  | Nee, automatisch vrijstelling |
| CKV                    | Ja  | Nee, automatisch vrijstelling |

## Vervolgonderwijs
Na het behalen van het eindexamen kan de leerling overstappen naar het hoger onderwijs:
- het middelbaar beroepsonderwijs (mbo). Hiervoor is een vmbo-diploma of hoger (havo, vwo) vereist.
- het hoger beroepsonderwijs (hbo) aan een hogeschool (havo of vwo vereist, ook toegankelijk met mbo niveau 4 onder bepaalde voorwaarden)
- het academische onderwijs aan een universiteit (vwo vereist, ook toegankelijk met een hbo-propedeuse onder bepaalde voorwaarden)

| Vervolgonderwijs                                | Opleidingsduur  | Niveau                                                                          | Instroomeisen                                                                                       |
| ----------------------------------------------- | --------------- | ------------------------------------------------------------------------------- | --------------------------------------------------------------------------------------------------- |
| Middelbaar beroepsonderwijs (mbo)               | 1 jaar          | Niveau 1: assistent beroepsbeoefenaar                                           | Praktijkonderwijs diploma met profiel Arbeid of geen.                                               |
| Middelbaar beroepsonderwijs (mbo)               | 2 jaar          | Niveau 2: medewerker / basisberoepsbeoefenaar                                   | Hiervoor is een vmbo-diploma BB of Mbo 1 diploma of overgangsbewijs Havo-3/VWO-3 naar Havo-4/VWO-4. |
| Middelbaar beroepsonderwijs (mbo)               | 3 jaar          | Niveau 3: zelfstandig medewerker / zelfstandig beroepsbeoefenaar / vakopleiding | Hiervoor is een vmbo-diploma Kader of overgangsbewijs Havo-3/VWO-3 naar Havo-4/VWO-4.               |
| Middelbaar beroepsonderwijs (mbo)               | 4 jaar          | Niveau 4: middenkaderfunctionaris / gespecialiseerd beroepsbeoefenaar           | Hiervoor is een vmbo-diploma GL en TL of overgangsbewijs Havo-3/VWO-3 naar Havo-4/VWO-4.            |
| Hoger beroepsonderwijs (hbo) aan een hogeschool | 4 jaar 2 jaar   | Hbo-bachelor Hbo-associate degree                                               | Havo of vwo vereist, ook toegankelijk met mbo niveau 4 onder bepaald voorwaarden                    |
| Academische onderwijs aan een universiteit      | 3 jaar 1-3 jaar | Wo-bachelor Wo-master                                                           | Vwo vereist, ook toegankelijk met een hbo propedeuse onder bepaalde voorwaarden.                    |

De oud-leerling kan ook gaan werken, mits hij of zij een startkwalificatie heeft of niet meer leerplichtig is.

## Schoolkeuze

### Vanuit het basisonderwijs
Om tot een goede school- en studiekeuze vanaf het basisonderwijs te komen, wordt er in groep 8 vaak een Cito doorstroomtoets van het Centraal Instituut voor Toetsontwikkeling (CITO) afgenomen om het niveau van een leerling te bepalen. De CITO-doorstroomtoets is een hulpmiddel. Ook geeft de basisschool een schooladvies.
In januari en februari houden veel scholen in het voortgezet onderwijs een open dag. Toekomstige scholieren kunnen dan kennismaken met de opleiding, school en de leraren.
Daarna kan een leerling zich in laten schrijven bij de school van zijn of haar keuze, waarna een definitieve aanname plaatsvindt.

### Vanuit het voortgezet onderwijs
Om tot een goede studiekeuze vanuit het voortgezet onderwijs te komen wordt na de profielkeuze en het examen een vervolgstudie gezocht bij het middelbaar beroepsonderwijs, het hoger beroepsonderwijs of aan een universiteit. Vanaf 18 jaar kan men ook gaan werken. In overleg met een decaan wordt gezocht naar de beste mogelijkheid.

## Vertegenwoordiging
De leerling in het voortgezet onderwijs wordt nationaal vertegenwoordigd door het Landelijk Aktie Komitee Scholieren (LAKS). De leerlingen zijn meestal op de scholen zelf vertegenwoordigd door een leerlingenraad.
De leerkrachten worden vertegenwoordigd door (leraren in actie) LIA, de Algemene Onderwijsbond (AOb), Abvakabo FNV, CMHF en CNV Onderwijs.
De schoolbesturen en managers worden vertegenwoordigd door de VO-raad.

## Overige
De Wereldschool biedt ook voortgezet onderwijs aan door middel van afstandseducatie. Het Nautilus College en Aurum College zijn voorbeelden van scholen die hier gebruik van maken voor de havo/vwo-afdeling.
Tweetalig hoger algemeen voortgezet onderwijs (Thavo) en Voorbereidend wetenschappelijk onderwijs (Tvwo) zijn ook vormen van voortgezet onderwijs.